# Juliusz Tutor
Iulius Tutor – galijski arystokrata z plemienia Trewerów, przyłączył się do powstania Batawów pod wodzą Juliusza Cywilisa w latach 69-70 n.e.
Juliusz Tutor został wyznaczony przez Witeliusza w 69 n.e. dowódcą oddziałów pomocniczych nad Renem. Na początku 70 n.e. przyłączył się do Cywilisa za namową Juliusza Klassykusa, gdy Cywilis otwarcie wystąpił przeciwko władzy Rzymian w Dolnej Germanii, a znaczna część armii Renu uległa zniszczeniu lub zdemoralizowaniu do tego stopnia, że właśnie zabiła w Novaesium (obecnie Neuss) swego wodza Marka Hordeoniusza Flakkusa. Razem z Klassykusem podstępnie sprowokował Diliusza Wokulę, który bronił Mogontiacum (obecnie Moguncja) zaatakowanego przez plemiona germańskie zza Renu, do wyjścia z obozu. Po zamordowaniu Wokuli przejął kontrolę nad rzymskimi oddziałami z Colonia Agrippinensium (obecnie Kolonia) oraz z rejonu górnego Renu, które nakłonił do złożenia przysięgi wierności "cesarstwu Galów".
Nie obsadził wojskiem przejść przez Alpy do Górnej Germanii, co ułatwiło przeprawę wojsk rzymskich pod wodzą Kwintusa Petyliusza Cerialisa. W efekcie postępów Cerialisa musiał się wycofać z Mogontiacum do Bingium (obecnie Bingen), gdzie zorganizował obronę nad rzeką Nave (Nahe) przy zburzonym moście. Został pokonany przez Cerialisa i jego legion XXI Rapax. Tutorowi udało się uciec, a Cerialis skierował się na tereny Trewerów. Pod Rigodulum (obecnie wieś Rigol) Cerialis pokonał Tulliusza Walentynusa i nie pozwolił żołnierzom splądrować Augusta Treverorum (obecnie Trewir) stolicę Trewerów, a obóz wojskowy założył poza nim. Za radą Tutora Cywilis i Klassykus zebrali siły i zaatakowali obóz Rzymian pod Augusta Treverorum. Cerialis po początkowym zaskoczeniu i zamieszaniu wśród galijskich wojsk pomocniczych, które przeszły wcześniej na jego stronę, opanował sytuację i pokonał powstańców. Powodzenie Cerialisa zmusiło Klassykusa i Tutora do przejścia na drugą stronę Renu na tereny Batawów. Kolejne zwycięstwa Cerialisa pod Castra Vetera (obecnie Xanten) zakończyły powstanie i skłoniły Cywilisa, Klassykusa i Tutora do rozmów pokojowych.

## Źródła
- Tacyt: Dzieła. Tłumaczenie Seweryn Hammer. Warszawa: Czytelnik, 2004. ISBN 83-07-02993-7. Brak numerów stron w książce